# Luigi di Prussia

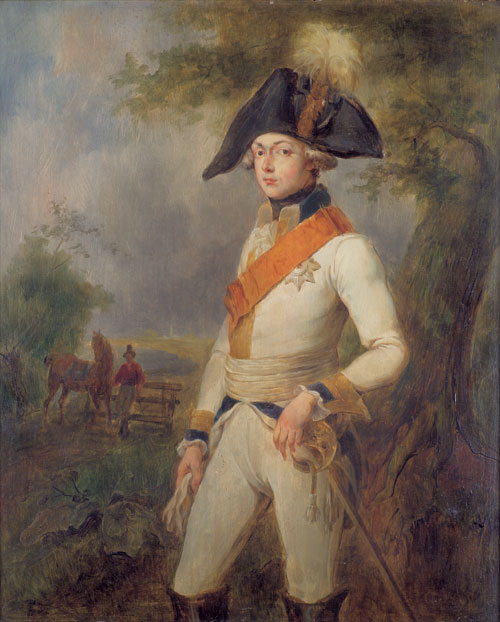
Il principe Frederico Luigi Carlo di Prussia, nel 1786

Il principe Federico Luigi Carlo di Prussia, soprannominato Principe Louis (Potsdam, 5 novembre 1773 – Berlino, 28 dicembre 1796), è stato un generale prussiano.

## Biografia
Luigi era il secondo figlio del re Federico Guglielmo II (1744–1797) e della moglie, la principessa Federica (1751–1805), figlia del langravio Luigi IX d'Assia-Darmstadt. Un cugino di suo padre, più anziano di un anno, il principe Federico Luigi Cristiano di Prussia (figlio del principe Ferdinando) venne soprannominato, per distinguerlo da Luigi, principe Louis Ferdinand.
Il 26 dicembre 1793, due giorni dopo le nozze del fratello maggiore, il principe ereditario Federico Guglielmo, con la principessa Luisa di Meclemburgo-Strelitz, sposò a Berlino la sorella minore di costei, la principessa Federica (1778–1841).
Nel 1795 il re lo nominò comandante del primo reggimento dei Dragoni, il cui comando era di stanza a Schwedt.
Nel 1796 Luigi s'ammalò di difterite e morì poco dopo.

## Figli
- Federico Luigi (1794–1863), sposò Guglielmina Luisa di Anhalt-Bernburg;
- Carlo Giorgio (1795–1798);
- Federica Guglielmina Luisa Amalia (1796–1850), sposò Leopoldo IV di Anhalt-Dessau.

## Ascendenza
|                                                |                              |                                             | Genitori                                           |  |  | Nonni |  |  | Bisnonni                        |  |  | Trisnonni             |  |
|                                                |                              |                                             |                                                    |  |  |       |  |  | Federico Guglielmo I di Prussia |  |  | Federico I di Prussia |  |
|                                                |                              |                                             |                                                    |  |  |       |  |  | Federico Guglielmo I di Prussia |  |  | Federico I di Prussia |  |
|                                                |                              | Sofia Carlotta di Hannover                  |                                                    |  |  |       |  |  | Federico Guglielmo I di Prussia |  |  |                       |  |
| Augusto Guglielmo di Prussia                   |                              |                                             |                                                    |  |  |       |  |  | Federico Guglielmo I di Prussia |  |  |                       |  |
|                                                |                              | Sofia Dorotea di Hannover                   | Giorgio I d'Inghilterra                            |  |  |       |  |  |                                 |  |  |                       |  |
|                                                |                              | Sofia Dorotea di Hannover                   | Giorgio I d'Inghilterra                            |  |  |       |  |  |                                 |  |  |                       |  |
|                                                |                              | Sofia Dorotea di Hannover                   | Sofia Dorotea di Celle                             |  |  |       |  |  |                                 |  |  |                       |  |
| Federico Guglielmo II di Prussia               |                              | Sofia Dorotea di Hannover                   |                                                    |  |  |       |  |  |                                 |  |  |                       |  |
|                                                |                              | Ferdinando Alberto II di Brunswick-Lüneburg | Ferdinando Alberto I di Brunswick-Lüneburg         |  |  |       |  |  |                                 |  |  |                       |  |
|                                                |                              | Ferdinando Alberto II di Brunswick-Lüneburg | Ferdinando Alberto I di Brunswick-Lüneburg         |  |  |       |  |  |                                 |  |  |                       |  |
|                                                |                              | Ferdinando Alberto II di Brunswick-Lüneburg | Cristina d'Assia-Eschewege                         |  |  |       |  |  |                                 |  |  |                       |  |
| Luisa Amalia di Brunswick-Lüneburg             |                              | Ferdinando Alberto II di Brunswick-Lüneburg |                                                    |  |  |       |  |  |                                 |  |  |                       |  |
|                                                |                              | Antonietta Amalia di Brunswick-Wolfenbüttel | Luigi Rodolfo di Brunswick-Lüneburg                |  |  |       |  |  |                                 |  |  |                       |  |
|                                                |                              | Antonietta Amalia di Brunswick-Wolfenbüttel | Luigi Rodolfo di Brunswick-Lüneburg                |  |  |       |  |  |                                 |  |  |                       |  |
|                                                |                              | Antonietta Amalia di Brunswick-Wolfenbüttel | Cristina Luisa di Oettingen-Oettingen              |  |  |       |  |  |                                 |  |  |                       |  |
| Luigi di Prussia                               |                              | Antonietta Amalia di Brunswick-Wolfenbüttel |                                                    |  |  |       |  |  |                                 |  |  |                       |  |
|                                                | Luigi VIII d'Assia-Darmstadt | Ernesto Luigi d'Assia-Darmstadt             |                                                    |  |  |       |  |  |                                 |  |  |                       |  |
|                                                | Luigi VIII d'Assia-Darmstadt | Ernesto Luigi d'Assia-Darmstadt             |                                                    |  |  |       |  |  |                                 |  |  |                       |  |
|                                                | Luigi VIII d'Assia-Darmstadt | Dorotea Carlotta di Brandeburgo-Ansbach     |                                                    |  |  |       |  |  |                                 |  |  |                       |  |
| Luigi IX d'Assia-Darmstadt                     | Luigi VIII d'Assia-Darmstadt |                                             |                                                    |  |  |       |  |  |                                 |  |  |                       |  |
|                                                |                              | Carlotta di Hanau-Lichtenberg               | Giovanni Reinardo III di Hanau-Lichtenberg         |  |  |       |  |  |                                 |  |  |                       |  |
|                                                |                              | Carlotta di Hanau-Lichtenberg               | Giovanni Reinardo III di Hanau-Lichtenberg         |  |  |       |  |  |                                 |  |  |                       |  |
|                                                |                              | Carlotta di Hanau-Lichtenberg               | Dorotea Federica di Brandeburgo-Ansbach            |  |  |       |  |  |                                 |  |  |                       |  |
| Federica Luisa d'Assia-Darmstadt               |                              | Carlotta di Hanau-Lichtenberg               |                                                    |  |  |       |  |  |                                 |  |  |                       |  |
|                                                |                              | Cristiano III del Palatinato-Zweibrücken    | Cristiano II del Palatinato-Zweibrücken-Birkenfeld |  |  |       |  |  |                                 |  |  |                       |  |
|                                                |                              | Cristiano III del Palatinato-Zweibrücken    | Cristiano II del Palatinato-Zweibrücken-Birkenfeld |  |  |       |  |  |                                 |  |  |                       |  |
|                                                |                              | Cristiano III del Palatinato-Zweibrücken    | Caterina Agata di Rappoltstein                     |  |  |       |  |  |                                 |  |  |                       |  |
| Carolina del Palatinato-Zweibrücken-Birkenfeld |                              | Cristiano III del Palatinato-Zweibrücken    |                                                    |  |  |       |  |  |                                 |  |  |                       |  |
|                                                |                              | Carolina di Nassau-Saarbrücken              | Luigi Cratone di Nassau-Saarbrücken                |  |  |       |  |  |                                 |  |  |                       |  |
|                                                |                              | Carolina di Nassau-Saarbrücken              | Luigi Cratone di Nassau-Saarbrücken                |  |  |       |  |  |                                 |  |  |                       |  |
|                                                |                              | Carolina di Nassau-Saarbrücken              | Filippa Enrichetta di Hohenlohe-Langenburg         |  |  |       |  |  |                                 |  |  |                       |  |
|                                                |                              | Carolina di Nassau-Saarbrücken              |                                                    |  |  |       |  |  |                                 |  |  |                       |  |